# Франклін Тауншип (округ Фаєтт, Пенсільванія)
Франклін Тауншип (англ. Franklin Township) — селище (англ. township) в США, в окрузі Файєтт штату Пенсільванія. Населення — 2378 осіб (2020).

## Демографія
Згідно з переписом 2010 року, у селищі мешкало 2528 осіб у 985 домогосподарствах у складі 735 родин. Було 1076 помешкань
Расовий склад населення:
| - 98,0 % — білих - 0,9 % — чорних або афроамериканців - 0,1 % — корінних американців - 0,1 % — азіатів |

До двох чи більше рас належало 0,8 %. Частка іспаномовних становила 0,2 % від усіх жителів.
За віковим діапазоном населення розподілялося таким чином: 20,2 % — особи молодші 18 років, 61,6 % — особи у віці 18—64 років, 18,2 % — особи у віці 65 років та старші. Медіана віку мешканця становила 44,4 року. На 100 осіб жіночої статі у селищі припадало 101,1 чоловіків;  на 100 жінок у віці від 18 років та старших — 100,3 чоловіків також старших 18 років.
Середній дохід на одне домашнє господарство  становив 68 877 доларів США (медіана — 56 500), а середній дохід на одну сім'ю — 78 146 доларів (медіана — 64 792). Медіана доходів становила 45 655 доларів для чоловіків та 35 357 доларів для жінок. За межею бідності перебувало 8,9 % осіб, у тому числі 8,9 % дітей у віці до 18 років та 5,8 % осіб у віці 65 років та старших.
Цивільне працевлаштоване населення становило 1117 осіб. Основні галузі зайнятості: освіта, охорона здоров'я та соціальна допомога — 24,8 %, виробництво — 14,6 %, роздрібна торгівля — 11,1 %, мистецтво, розваги та відпочинок — 9,6 %.